# Jolanda van Meggelen

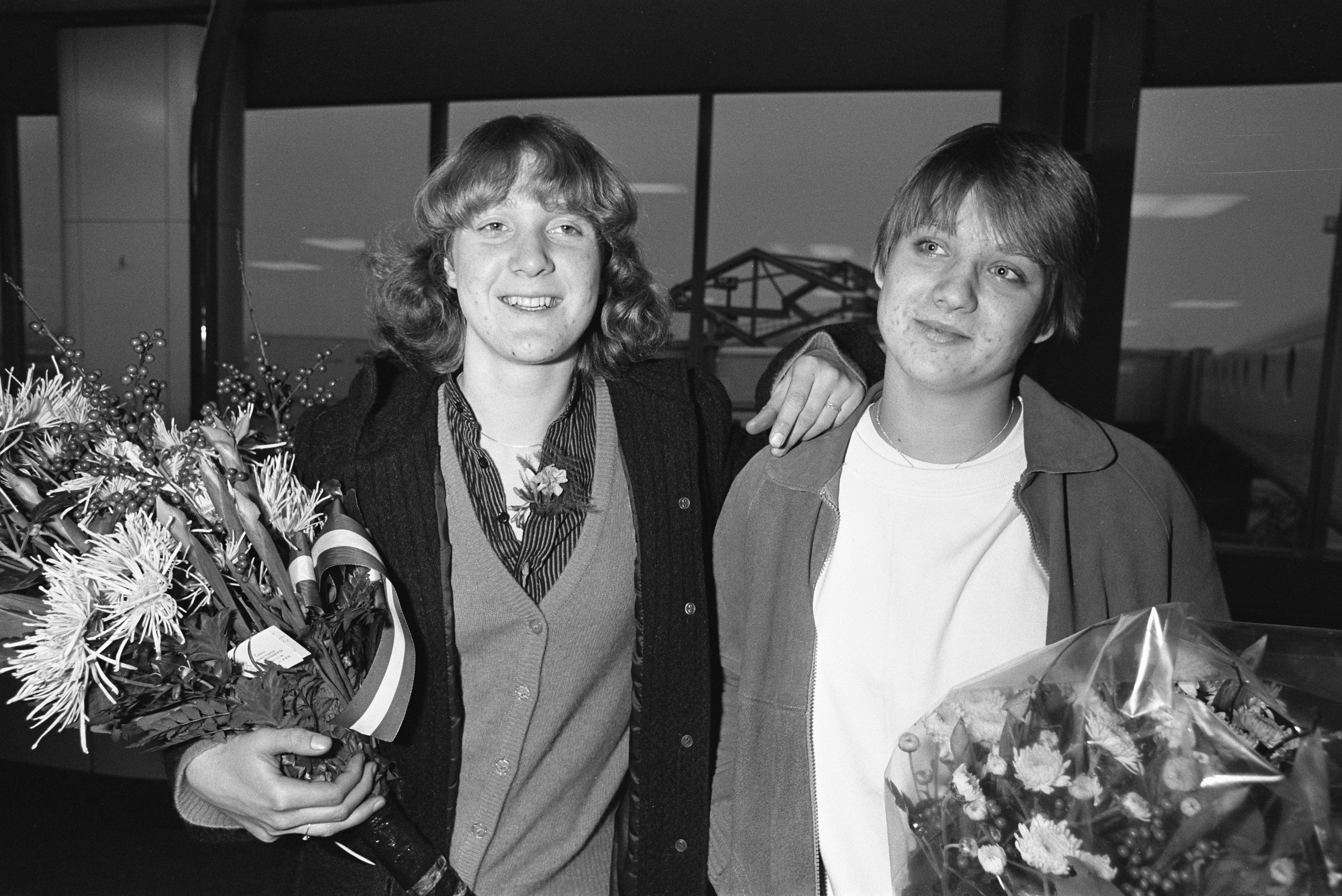
Die beiden niederländischen Medaillengewinnerinnen der WM 1980 Anita Staps (links) und Jolanda van Meggelen wurden bei ihrer Rückkehr auf dem Flughafen Schiphol mit Blumen begrüßt.

Jolanda van Meggelen (* um 1961) ist eine ehemalige niederländische Judoka. 1980 war sie Dritte der Weltmeisterschaften.

## Sportliche Karriere
Jolanda van Meggelen trat im Halbschwergewicht an, der Gewichtsklasse bis 72 Kilogramm. In dieser Gewichtsklasse war sie 1979 und 1981 niederländische Meisterin, 1980 war sie Zweite hinter Anita van Bonn.
Bei den Weltmeisterschaften 1980 in New York City, den ersten Frauen-Weltmeisterschaften im Judo überhaupt, bezwang sie in der ersten Runde die Brasilianerin Helena Guimarães und im Viertelfinale die Australierin Daniels. Im Halbfinale unterlag sie der Deutschen Barbara Claßen, durch einen Sieg gegen die Italienerin Cristina Fiorentini erkämpfte sich Jolanda van Meggelen eine Bronzemedaille.
1982 trat sie bei den Europameisterschaften in Oslo in der offenen Klasse an, sie unterlag im Finale der Österreicherin Edith Simon und erhielt die Silbermedaille. Sechs Wochen nach den Europameisterschaften gewann sie bei den offenen belgischen Meisterschaften in Arlon das Halbschwergewicht und belegte den dritten Platz in der offenen Klasse. Bei den Weltmeisterschaften 1982 in Paris gewann Jolanda van Meggelen ihren Auftaktkampf gegen die Portugiesin Maria Emilia Lobo und im Viertelfinale gegen die Japanerin Kaori Suzuki. Nach ihrer Halbfinalniederlage gegen die Belgierin Ingrid Berghmans verlor sie auch den Kampf um eine Bronzemedaille gegen die Französin Jocelyne Triadou und belegte den fünften Platz. 1983 gewann sie noch einmal das Halbschwergewicht bei den offenen belgischen Meisterschaften.